# Ulrich von Dobschütz

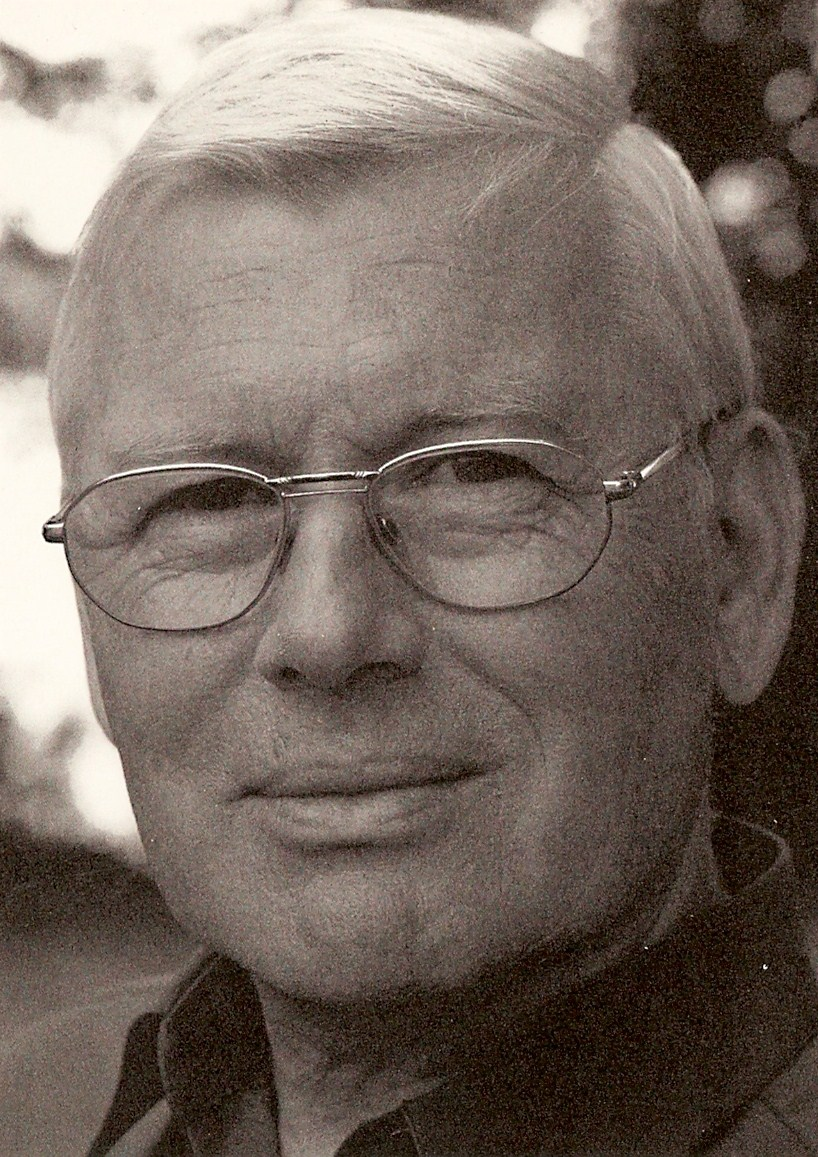
Ulrich von Dobschütz (um 1980)

Ulrich von Dobschütz (* 20. September 1940 in Schreiberhau, Provinz Niederschlesien) ist ein deutscher Schauspieler, Regisseur, Autor, Filmproduzent und Dokumentarfilmer.

## Leben
Nach dem Besuch des Ernst-Kalkuhl-Gymnasiums in Oberkassel (Bonn) und dem anschließenden Studium der Germanistik und Romanistik an der Universität zu Köln und an der Universität Bonn bei Benno von Wiese absolvierte Dobschütz noch die private Schule des Theaters in Köln (Eigentümer: Heinz Opfinger und Ehefrau Marianne Jentgens). Es folgten Engagements an den Bühnen der Stadt Köln und dem Staatstheater Kassel, wo er auch als Regieassistent arbeitete. Seine größten Theater-Erfolge erlebte Dobschütz während seiner Jahre am Nationaltheater Mannheim nach seinem Durchbruch in Arthur Lee Kopits Kultstück Oh Vater, armer Vater, Mutter hing dich in den Schrank und ich bin ganz krank. In Mannheim spielte er u. a. neben Joseph Offenbach im hessischen Mundartstück Datterich von Ernst Elias Niebergall, mit Astrid Meyer-Gossler in William Shakespeares Der Kaufmann von Venedig und in Friedrich Schillers Schauspiel Turandot mit Joachim Bliese und Jutta Lampe.
Seit Beginn der 1970er Jahre arbeitete Dobschütz als freier Schauspieler, ging auf unzählige Theatertourneen und war bei verschiedenen Theater-Festspielen engagiert. Als Filmschauspieler wirkte er in weit über 100 Rollen in Kino- und Fernsehfilmen (z. B. in Bratkartoffeln inbegriffen (1967), Der Stechlin neben Arno Assmann, Die Patriarchin als Staatsanwalt Reuter neben Iris Berben) bzw., teilweise als einer der Hauptdarsteller, in TV-Serien mit (z. B. in MS Franziska als Paul Wilde neben Paul Dahlke, Notarztwagen 7, Das Traumschiff, Peter Strohm neben Klaus Löwitsch, Die Männer vom K3, Tatort als Assistent neben Hansjörg Felmy, Ein Fall für Zwei, Stubbe – Von Fall zu Fall als Martin Gessler neben Wolfgang Stumph, Der Bulle von Tölz) und im Hörfunk auch als Sprecher in Hörspielen.
Zeitgleich produzierte er als Autor und Regisseur mit seiner eigenen Produktionsfirma Sabelli-Film (in späteren Jahren auch in Zusammenarbeit mit seinem Sohn Klaus, dem heutigen Firmeninhaber) etliche Dokumentarfilme für das deutsche Fernsehen oder schrieb als Autor dokumentarische Beiträge für den Hörfunk.
Neben seiner Arbeit als Schauspieler und Regisseur ist Dobschütz auch Autor einiger Gedichte und Kurzgeschichten, die er selbst in Autorenlesungen bundesweit vorträgt.
Dobschütz, der neben deutschen Dialekten (Hessisch, Kölsch, Rheinisch) auch Englisch, Französisch und Italienisch beherrscht, lebt heute in Berlin und seit Jahrzehnten in Rom, wo er an der Seite internationaler Stars (z. B. Anthony Quinn) in internationalen und italienischen Film- und Fernsehproduktionen mitwirkte. So verkörperte er 2010 in Rom neben Hauptdarsteller Michel Piccoli die Rolle des Kardinals Brummer im Film Habemus Papam – Ein Papst büxt aus unter der Regie von Nanni Moretti.
Privates
Ulrich von Dobschütz entstammt dem alten schlesischen Adelsgeschlecht von Dobschütz und ist der Sohn von Bernard von Dobschütz (1906–1994) und dessen erster Ehefrau Martha von Bethe (1910–1947).
In Laubach (Landkreis Gießen Hessen) heirateten am 30. Dezember 1964 Ulrich von Dobschütz und Barbara Gerschlauer (* 18. Januar 1941 in Kiel), mit der er einen gemeinsamen Sohn hat.
Sein Großvater war Felix von Dobschütz (1867–1936), sein Cousin ist Leonhard von Dobschütz (* 1940).

## Hörspiele (Auswahl)
- 1980: Alfred Bester: Nach null – Regie: Andreas Weber-Schäfer

## Werke

### Filmografie (Auswahl)
- 1967: Bratkartoffeln inbegriffen (TV)
- 1970: Merkwürdige Geschichten – Ein Brief aus der Vergangenheit (TV-Reihe)
- 1971: Das Abenteuer eines armen Christenmenschen (TV)
- 1974: Tatort – Acht Jahre später
- 1974: Der junge Roth (TV)
- 1974: Tatort – Zweikampf (TV-Reihe)
- 1974: Tatort – Der Mann aus Zimmer 22 (TV-Reihe)
- 1975: Motiv Liebe – Folge 20 Gehobene Laufbahn
- 1977: Tatort – Drei Schlingen (TV-Reihe)
- 1977: MS Franziska (TV-Serie, 8 Folgen)
- 1977: Der Weilburger Kadettenmord
- 1977: Winterspelt 1944
- 1978: Das zweite Erwachen der Christa Klages
- 1978: Pastorale 1943
- 1981: Der Fuchs von Övelgönne: Menschenschmuggel (Fernsehserie)
- 1981–1982: Vivatgasse 7 (TV-Serie, 2 Folgen)
- 1982: Showdown at Eagle Gap
- 1982: Blut und Ehre – Jugend unter Hitler
- 1982: Unheimliche Geschichten (Fernsehserie, Folge 5) – Nur ein Tropfen Blut
- 1983: Das Traumschiff: Kenia – (TV-Reihe)
- 1984–1990: Ein Fall für zwei (TV-Serie, drei Folgen)
- 1985: Diese Drombuschs – Das kalkulierbare Risiko
- 1985: Het bittere kruid
- 1985: Tatort – Baranskis Geschäft
- 1987: Der kleine Staatsanwalt
- 1987: Der Schatz im All (L’isola del tesoro) (Fernseh-Miniserie)
- 1987: Vorfall am Fluß
- 1989: Die Männer vom K3 – Tödlicher Export
- 1990: Ein Fall für Zwei – Bumerang
- 1991: Schwarz Rot Gold – Stoff
- 1992: Der Alte – Die Akte
- 1993: Neues vom Süderhof – Gefahr für den Süderhof
- 1994: Immenhof – Ritt in die Zukunft
- 1995–1999: Stubbe – Von Fall zu Fall (12 Episoden als Martin Gessler)
- 1995: Tatort – Eine Mörderische Rolle
- 1997: Der Bulle von Tölz: Tod auf Tournee
- 1998: Tatort – Der zweite Mann
- 1998: Adelheid und ihre Mörder (Fernsehserie, Mord mit Monogramm)
- 1999: Medicopter 117 – Jedes Leben zählt – Viren an Bord
- 2001: Alle meine Töchter (3 Episoden)
- 2002: Tatort – Filmriss
- 2005: Die Patriarchin
- 2005: Die Wache – Die Vergeltung
- 2006: Papa Luciani – Il sorriso di Dio
- 2010: Die Bergretter (2 Episoden)
- 2011: Familie Dr. Kleist – In letzter Minute
- 2011: Habemus Papam – Ein Papst büxt aus (Habemus Papam)

### TV-Dokumentationen (als Autor, Regisseur, Produzent / Auswahl)
- Der gute Ort – Zur Kultur- und Sozialgeschichte der Juden in Deutschland, im Auftrag des SDR
- Dichtermord, im Auftrag des SDR
- Edith Stein, Stationen eines ungewöhnlichen Lebens, im Auftrag des SDR, 1982
- Eine Sammlung für alle – Schicksal eines Museums in schweren Zeiten, 1989
- Schule für Theater, im Auftrag des SWF, 1990
- Ich selber kann und mag nicht ruh’n!, im Auftrag des SDR, 1990
- Ludwig Frank gegen Völkerhass und Gedankenlosigkeit, 1991
- Hilde, bitte schreiben Sie, im Auftrag von WDR, Eins Plus und MDR, 1993
- Landesgeschichten – Das Attentat von Mannheim, im Auftrag des SDR, 1995

### Hörfunk-Produktionen (als Autor / Auswahl)
- Der Pfälzer Werner und das Glück, SDR
- Karl Emil Franzos, ein vergessener Dichter, SDR
- Carl Michael Bellman: Von jedem Tropfen, den du trinkst, nimmt schon der Wurm sein Teil, SDR

### Bibliografie (als Autor / Auswahl)
- Lieber Klaus, in: Ernestine von Salomon (Hrsg.): „Ihr Lieben – Post von ......“, Rowohlt Taschenbuch Verlag, Reinbek bei Hamburg 1998, ISBN 3-499-26090-5.
- Lächeln aus Stein – Passione Romana, Aphaia Verlag, Berlin 2003, ISBN 3-926677-41-4.